# Klaas van der Maaten

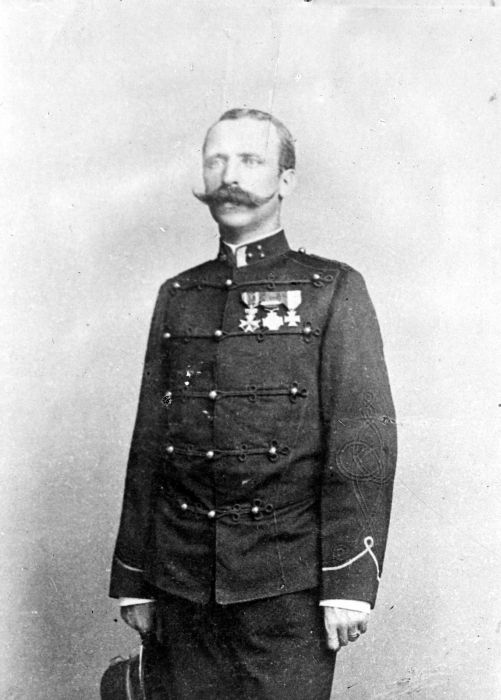
Portraitphoto von Klaas van der Maaten

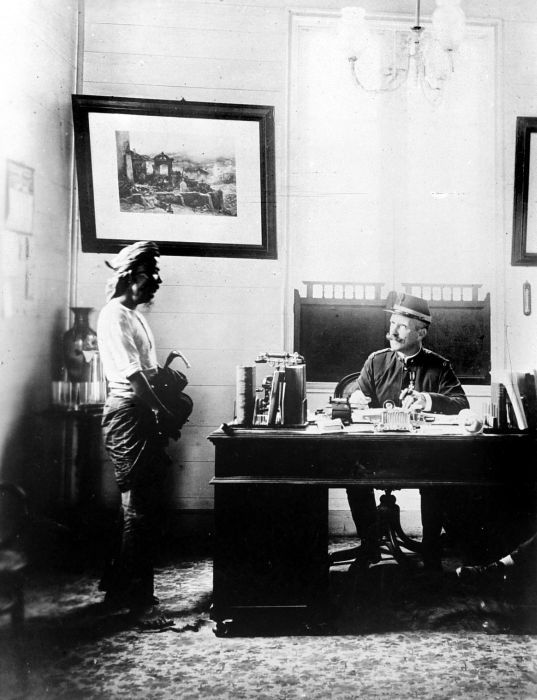
Klaas van der Maaten im Gespräch mit Waki Wahab

Klaas van der Maaten (* 1861; † 1944) war ein niederländischer Offizier und Militärschriftsteller.

## Leben und Wirken
Van der Maaten war der Sohn eines Kunstmalers und erhielt er eine Ausbildung an der Königlich Niederländischen Akademie in Breda. Den größten Teil seiner Militärdienstzeit verbrachte er in Niederländisch-Ostindien im Atjeh-Krieg (ndl. Atjeh-Oorlog, 1873–1911), der stark durch die Guerilla-Kriegführung der aufständischen einheimischen Bevölkerung geprägt war. Hier setzte er sich intensiv mit der indigenen Kultur und dem militärischen Potential der Einwohner auseinander, wobei er von dem Islam-Forscher Christiaan Snouck Hurgronje beeinflusst wurde. 
1896 erschien sein wichtigstes Werk, das militärische Handbuch De Indische Oorlogen. Een boek ten dienste van den jongen officier en het militair onderwijs, das auf seinen eigenen Erfahrungen in Ostindien beruhte und heute von dem britischen Militärhistoriker Ian F. W. Beckett als gleichrangig mit Charles Edward Callwells Studie Small Wars. Their Principles & Practice (Erstausgabe London 1896) angesehen wird. 
Nach seiner Pensionierung 1914 als Generalmajor zog van der Maaten in die Schweiz und publizierte zahlreiche Schriften zur Kolonialpolitik, der Verteidigung der Kolonien und über Befestigungen. Er starb 1944; 1948 erschien posthum die Biographie Snouck Hurgronje en de Atjehoorlog.

## Veröffentlichungen (Auswahl)
- De Indische Oorlogen. Een boek ten dienste van den jongen officier en het militair onderwijs. 3 Bände. Haarlem/Batavia 1896, (Digitalisat).